# 元大器
元大器（？—547年9月27日），河南郡洛阳县（今河南省洛阳市东）人，追尊魏平文帝拓跋郁律的后裔，侍中、大司马、华山武烈王元鸷之子，北魏宗室、官员。
元鸷死后，元大器承袭了华山王的爵位。武定五年八月，魏孝静帝元善见不堪忍受忧痛耻辱，吟咏谢灵运的诗说：“韩亡子房奋，秦帝鲁连耻，本自江海人，志义动君子。”常侍、侍讲荀济知道魏孝静帝的意思，于是与尚书祠部郎中元瑾、长秋卿刘思逸、华山王元大器、淮南王元宣洪及济北王元徽等人谋划诛杀高澄。魏孝静帝假装下诏书询问荀济说：“您打算什么时候讲课？”于是假装在宫中修建土山，向着北城挖掘地道，挖到千秋门时，守门人发觉地下响声，向高澄报告。高澄指挥军队进宫，三天后，魏孝静帝被幽禁在含章堂。八月壬辰（547年9月27日），元大器与荀济等人在市场被烹杀。

## 兄弟
- 元伏和
- 元季彦，北魏晋阳男